# Parque nacional Montañas del Tumucumaque
El Parque Nacional de las Montañas de Tumucumaque (PNMT) es un espacio natural protegido situado al noreste de Brasil en la Selva Amazónica del estado de Amapá, cerca de la frontera con la Guayana Francesa y Surinam.
El PNMT es una Unidad de Conservación (UC) brasilera, del tipo Parque nacional para protección integral de la naturaleza, ubicado en los estados de Amapá y Pará, con territorio extendido por los municipios de Almeirim, Calçoene, Laranjal do Jari, Oiapoque, Pedra Branca do Amapari y Serra do Navio.. Administrado por el Instituto Chico Mendes de Conservação da Biodiversidade (ICMBio, Ministerio de Medio Ambiente de Brasil). 
El parque limita al norte con la Guayana Francesa y la República de Surinam, y está conectado a través de los Departamentos de Ultramar franceses de la Guayana Francesa con la Unión Europea.. De este modo, Montañas del Tumucumaque forma parte, junto con los parques nacionales de los parques nacionales Serra do Divisor, Cabo Orange, Pico da Neblina y Monte Roraima, del grupo de los parques nacionales ribereños de la Amazonia brasileña. 
Con una superficie de 3 846 429,40 ha (38 464 km² o 8,78 millones de acres) y un perímetro de 1 921 km, Montañas del Tumucumaque es el mayor parque nacional de Brasil y el mayor de bosques tropicales del mundo, pero la zona está deshabitada. 

## Historia
Fue declarada como parque nacional el 22 de agosto de 2002, gracias a la colaboración del gobierno brasileño y el Fondo Mundial para la Naturaleza. Su Plan de Gestión fue publicado el 10 de marzo de 2010.
Los terrenos del parque pertenecían al Instituto Nacional de Colonización y Reforma Agraria (INCRA) de Brasil. Un estudio técnico del Instituto Brasileño de Medio Ambiente y Recursos Naturales Renovables (IBAMA) realizado en colaboración con el INCRA, según indicaciones del Programa Nacional de Diversidad Biológica (PRONABIO) del Ministerio de Medio Ambiente, cartografió la región del parque, identificándola como prioritaria para el mantenimiento de la biodiversidad.

## Características
El parque se inserta en la región conocida como Escudo Guayanés, al norte de la Amazonía. Tiene una superficie de 38.875 km², siendo el parque nacional más grande de Brasil.
La vegetación del parque es la selva tropical. El bosque se caracteriza por ser casi en su totalidad primario, con muy poca o ninguna alteración y por ser de gran tamaño, pudiendo albergar los árboles más grandes de Brasil, el angelim rojo (Dinizia excelsa Ducke).
Es una zona deshabitada y de gran valor ecológico: muchas de sus especies no se encuentran en ningún otro lugar del mundo, sobre todo peces y aves acuáticas. También la habitan jaguares, primates, tortugas de agua dulce, águila arpía y el raro agutí. Aparece en el libro Guinness de los récords como la mayor reserva de selva tropical.

## Geografía
El Parque Nacional de las Montañas de Tumucumaque tiene una superficie de más de 38 800 kilómetros cuadrados (14 980 mi²), lo que lo convierte en el parque nacional de selva tropical más grande del mundo y más grande que Bélgica. Esta superficie llega incluso a 59 000 kilómetros cuadrados (22 780 mi²) si se incluye el limítrofe parque amazónico de Guayana, un parque nacional de la Guayana Francesa. Esta combinación de áreas protegidas sigue siendo menor que el sistema de tres parques nacionales en la frontera entre Brasil y Venezuela, donde los parques nacionales Parima-Tapirapeco, Serranía de la Neblina y Pico da Neblina tienen un área combinada de más de 73 000 kilómetros cuadrados (28 190 mi²).
Pero esta última es ciertamente menor si se combina el parque nacional Montañas del Tumucumaque (Brasil) y el adyacente parque amazónico de Guayana (Francia) con grandes áreas protegidas vecinas en el norte de Pará, Brasil, como la Estación Ecológica de Grão-Pará, la Reserva Biológica de Maicuru y muchas otras. La importancia radica en que esto convierte al Escudo Guayanés en uno de los corredores ecológicos de bosques tropicales mejor protegidos y más grandes del mundo. Es un despoblado  y tiene un alto valor ecológico: la mayoría de sus especies animales, principalmente peces y aves acuáticas, no se encuentran en ningún otro lugar del mundo. 
Es un hábitat para jaguares, primates, tortugss acuáticas y águila arpía.
Allí se encuentra el punto más alto del estado brasileño de Amapá, que alcanza los 701 metros.

### Clima
El clima es monzón tropical (Köppen: Am), común en áreas de la zona norte de Brasil en transición de biomas a la Bosque Amazónico. Tiene una temperatura media de 25 °C (77 °F) y una pluviometría acumulada que oscila entre los 2.000 (7,87 in) y los 3.250 mm (127,95 in) al año.
| Parámetros climáticos promedio de Parque nacional Montañas del Tumucumaque (lindero con Surinam), altura: 355,4 yd, 1961-1990 normales y extremos | Parámetros climáticos promedio de Parque nacional Montañas del Tumucumaque (lindero con Surinam), altura: 355,4 yd, 1961-1990 normales y extremos | Parámetros climáticos promedio de Parque nacional Montañas del Tumucumaque (lindero con Surinam), altura: 355,4 yd, 1961-1990 normales y extremos | Parámetros climáticos promedio de Parque nacional Montañas del Tumucumaque (lindero con Surinam), altura: 355,4 yd, 1961-1990 normales y extremos | Parámetros climáticos promedio de Parque nacional Montañas del Tumucumaque (lindero con Surinam), altura: 355,4 yd, 1961-1990 normales y extremos | Parámetros climáticos promedio de Parque nacional Montañas del Tumucumaque (lindero con Surinam), altura: 355,4 yd, 1961-1990 normales y extremos | Parámetros climáticos promedio de Parque nacional Montañas del Tumucumaque (lindero con Surinam), altura: 355,4 yd, 1961-1990 normales y extremos | Parámetros climáticos promedio de Parque nacional Montañas del Tumucumaque (lindero con Surinam), altura: 355,4 yd, 1961-1990 normales y extremos | Parámetros climáticos promedio de Parque nacional Montañas del Tumucumaque (lindero con Surinam), altura: 355,4 yd, 1961-1990 normales y extremos | Parámetros climáticos promedio de Parque nacional Montañas del Tumucumaque (lindero con Surinam), altura: 355,4 yd, 1961-1990 normales y extremos | Parámetros climáticos promedio de Parque nacional Montañas del Tumucumaque (lindero con Surinam), altura: 355,4 yd, 1961-1990 normales y extremos | Parámetros climáticos promedio de Parque nacional Montañas del Tumucumaque (lindero con Surinam), altura: 355,4 yd, 1961-1990 normales y extremos | Parámetros climáticos promedio de Parque nacional Montañas del Tumucumaque (lindero con Surinam), altura: 355,4 yd, 1961-1990 normales y extremos | Parámetros climáticos promedio de Parque nacional Montañas del Tumucumaque (lindero con Surinam), altura: 355,4 yd, 1961-1990 normales y extremos |
| Mes | Ene. | Feb. | Mar. | Abr. | May. | Jun. | Jul. | Ago. | Sep. | Oct. | Nov. | Dic. | Anual |
| --- | --- | --- | --- | --- | --- | --- | --- | --- | --- | --- | --- | --- | --- |
| Temp. máx. media (°C) | 29.0 | 28.8 | 29.2 | 29.4 | 29.5 | 29.6 | 29.9 | 30.8 | 31.7 | 32.2 | 31.6 | 30.3 | 30.2 |
| Temp. media (°C) | 24.2 | 24.1 | 24.3 | 24.5 | 24.5 | 24.4 | 24.4 | 24.7 | 25.2 | 25.8 | 25.7 | 25.0 | 24.7 |
| Temp. mín. media (°C) | 20.7 | 20.8 | 21.0 | 21.4 | 21.3 | 21.0 | 20.7 | 20.6 | 20.4 | 20.9 | 21.0 | 21.0 | 20.9 |
| Precipitación total (mm) | 111.2 | 116.3 | 168.1 | 226.7 | 348.5 | 231.1 | 189.4 | 105.8 | 76.9 | 38.4 | 43.8 | 75.9 | 1732.1 |
| Horas de sol | 121.7 | 109.6 | 112.0 | 104.0 | 129.7 | 165.8 | 171.5 | 207.3 | 218.9 | 220.4 | 199.4 | 163.8 | 1924.1 |
| Humedad relativa (%) | 84.0 | 84.0 | 85.0 | 85.0 | 87.0 | 85.0 | 85.0 | 82.0 | 76.0 | 74.0 | 75.0 | 79.0 | 81.8 |
| Fuente: NOAA | | | | | | | | | | | | | |

## Actividades turísticas
El turismo en el Parque se desarrolla en dos sectores diferentes: Sector Amapari y Sector Oiapoque.
En el Sector Amaparí, se accede al Parque por la ciudad de Serra do Navio (la más común) o por una comunidad en Pedra Branca do Amapari (generalmente en el verano). El viaje se realiza por el río Amapari, utilizando botes de aluminio (90 km de la Serra do Navio) hasta la base rústica del parque, donde es posible hospedarse en una estructura de campamento adaptada a las condiciones amazónicas (hamacas) y realizar actividades como senderos, baños en ríos y observación de animales y plantas.
En el sector de Oiapoque, puedes acampar en la Cachoeira do Anotaie, que se encuentra en el río Anotaie, un afluente del río Oyapoque. Esta cascada se encuentra a 40 km de la ciudad de Oiapoque, en un viaje en botes de aluminio. También existe la posibilidad de visitar Vila Brasil, una comunidad ubicada en la margen derecha del río Oyapoque y ubicada frente a la comunidad indígena franco-guyanesa de Camopi. En este lugar existen pequeños hoteles y es posible conocer su contexto sociocultural, donde los pobladores, en su mayoría comerciantes, brindan servicios a los pueblos indígenas del país vecino.

## Actividades conflictivas
Debido a su gran extensión geográfica, el Parque nacional Montañas del Tumucumaque genera una amplia gama de actividades conflictivas.

### Minería irregular
Se caracteriza por ser el mayor problema del Parque debido a la cadena de efectos secundarios o indirectos que puede generar. Actualmente las explotaciones más se localizan fuera del parque, especialmente en el sur de la Guayana Francesa (regiones de Camopi y Sikini), donde viven miles de personas (casi todas ellas brasileñas en situación de inmigración irregular). En la situación actual, el PNMT sigue siendo una zona poco atractiva para la minería. Sin embargo depende del fluctuante precio del oro en el mercado y de la mayor o menor voluntad de las autoridades francesas de controlar la situación de la inmigración ilegal.

### Ocupación irregular
La ocupación irregular es inherente y exclusiva del eje del río Oiapoque, y se ve alimentada por otros dos factores: la práctica de la minería en la región tiene como consecuencia directa la existencia de un centro de viviendas en la orilla derecha (brasileña) del río, llamado Ilha Bela, que es un entrepôt para la minería de Sikini (Guayana Francesa); la existencia de una población franco-guayanesa en la localidad de Camopi (curso medio del Oiapoque), con un poder adquisitivo razonable, como resultado del pago de subsidios sociales por parte del gobierno francés.
Esta situación desencadenó el surgimiento de otro núcleo habitacional en suelo brasileño (y dentro del Parque), llamado Vila Brasil, formado principalmente por comerciantes que sobreviven comerciando con alimentos, combustible, etc. con la población de Camopi. A pesar de la diferencia de vocación entre Ilha Bela y Vila Brasil (la primera se basa en la minería, la segunda en el comercio local), existen algunos elementos en común, como la existencia de granjas de subsistencia, el marcado crecimiento del número de viviendas y el peso de los problemas de carácter sanitario, social, contaminación ambiental, explotación irregular de los recursos naturales, etc.

### Caza y pesca
Son actividades tradicionalmente practicadas por la población local y normalmente son actividades de subsistencia. Sin embargo, también pueden ser comerciales (caza «de encargo») y/o deportivas. Cabe señalar que la caza está permitida en la Guayana Francesa. Sus habitantes disfrutan de la carne de caza, lo que genera presión en la parte brasileña. El principal arte de pesca utilizado son las redes de «malla», a menudo instaladas en las desembocaduras de los arroyos, lo que aumenta las capturas. A menudo se utiliza el tipo de pesca «bubuia» (sedales con anzuelos sujetos a boyas que se sueltan en el río y se mueven con la corriente). Los indios que viven en la Guayana Francesa, a lo largo del río Oiapoque, todavía utilizan ocasionalmente el «cipó-timbó», una planta con una sustancia letal para los peces.

### Explotación de productos no madereros
Verificada en pequeña escala y por sectores, dependiendo del acceso a la unidad y de la existencia de un mercado consumidor. Uno de los principales productos es la «cipó-titica», liana muy apreciada para la fabricación de muebles rústicos de gran aceptación en el sur y sudeste de Brasil.

### Extracción de madera
Ocurre de forma incipiente y localizada, para consumo propio, especialmente en la construcción de casas y embarcaciones regionales. La tala a escala comercial es inviable por la falta de mercado consumidor, las distancias relativamente largas y la ausencia de vías de transporte adecuadas para la madera. 

### Turismo irregular
Ocurre en grado incipiente, especialmente en la región de la frontera internacional, donde la ausencia de poderes públicos y la «neutralidad jurídica» del río Oiapoque favorecen el movimiento de personas, dificultando su control.